# Sergio Romero Jiménez
Sergio Romero Jiménez (Sanlúcar de Barrameda, 12 de agosto de 1979) es un político español, diputado de Ciudadanos-Partido de la Ciudadanía en el Parlamento de Andalucía. Es diplomado en turismo por la Universidad de Sevilla y técnico superior en gestión comercial y marketing. Está casado y es padre de tres hijos.

## Biografía
Sergio Romero estudió turismo en la Universidad de Sevilla y, tras obtener su diplomatura, accedió al título de técnico superior en Gestión Comercial y Marketing. Desde la finalización de sus estudios, y hasta 2011, trabajó en la empresa privada.
En 2011, Sergio Romero comenzó a formar parte de Ciudadanos Independientes de Sanlúcar, partido político de ámbito local cofundado por Juan Marín, líder de Ciudadanos en la comunidad autónoma de Andalucía. Tras su incorporación en dicho partido, comenzó a formar parte del Ayuntamiento de Sanlúcar de Barrameda como técnico en varias delegaciones municipales.
En 2015, tras un congreso provincial de Ciudadanos-Partido de la Ciudadanía, en el que se votaría la lista electoral de dicho partido a presidir la Junta de Andalucía por la Circunscripción Electoral de Cádiz, Sergio Romero obtuvo el respaldo de los afiliados de la formación naranja en la Provincia.
El 22 de marzo de 2015, Sergio Romero resulta elegido como diputado por la provincia de Cádiz en las elecciones al Parlamento de Andalucía, convirtiéndose poco después en secretario y portavoz adjunto del Grupo Parlamentario de Ciudadanos-Partido de la Ciudadanía en el Parlamento de Andalucía.
El 6 de junio de 2022, a dos semanas de las Elecciones al Parlamento de Andalucía de 2022, anuncia su baja de Ciudadanos.